# 喬納斯·克努德森
喬納斯·克努德森（丹麥語：Jonas Knudsen；1992年9月16日—）是一位丹麥足球運動員。在場上的位置是左後衛。他現在效力於丹麥足球超級聯賽球隊埃斯比约联合足球俱乐部。他也代表丹麥國家足球隊參賽。